# Joachim Matthias Lütkens

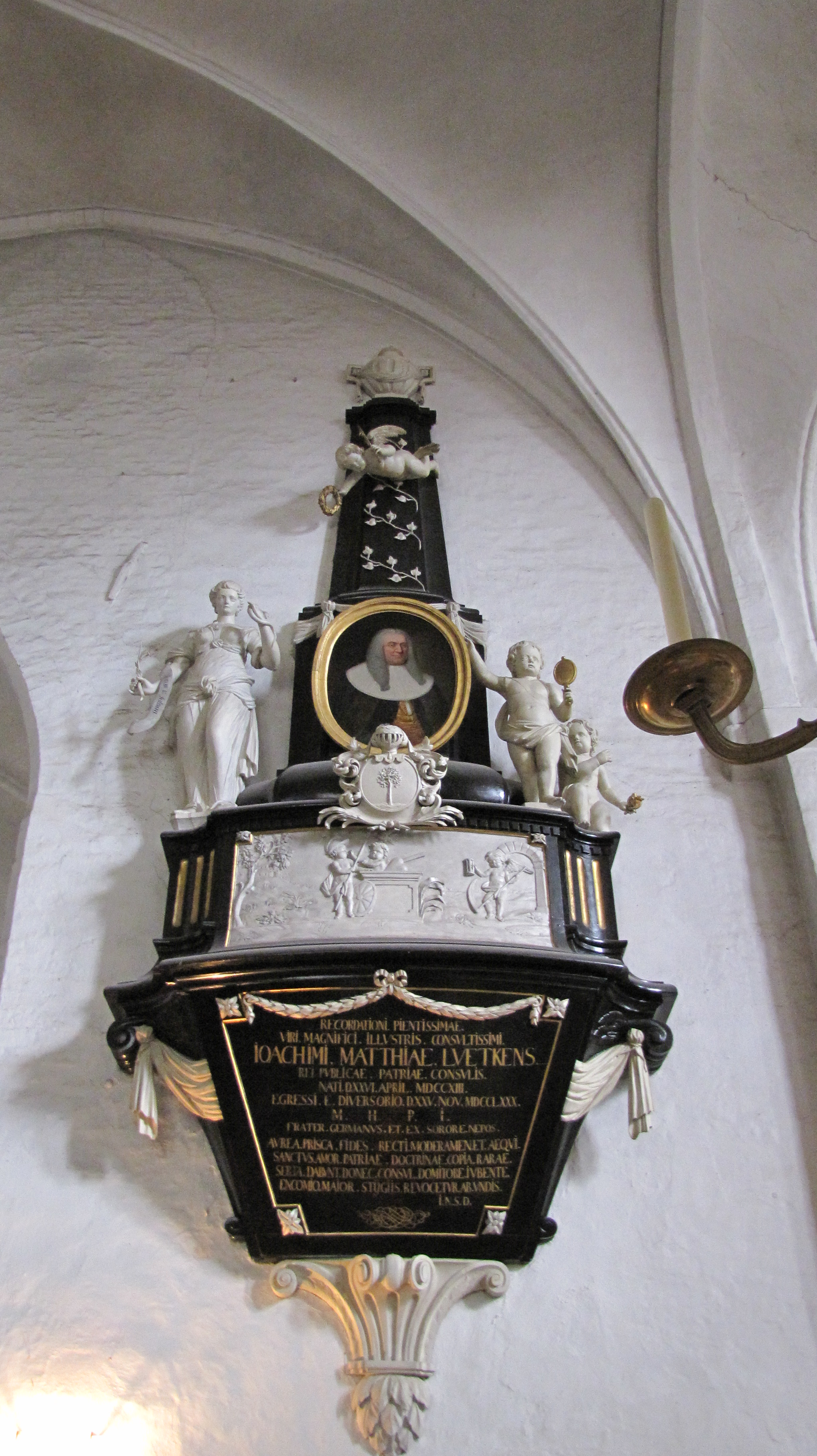
Epitaph für Joachim Matthias Lütkens

Joachim Matthias Lütkens (* 26. April 1713; † 25. November 1780 in Lübeck) war ein deutscher Bürgermeister in der zweiten Hälfte des 18. Jahrhunderts der Hansestadt Lübeck.

## Leben
Lütkens war Sohn eines Lübecker Brauers, entstammte also nicht einer der alten Familien des Lübecker Patriarchats. Er studierte ab 1732 Rechtswissenschaften an den Universitäten Wittenberg und Jena, ab 1735 in Leipzig. 1739 befasste er sich in Freiberg mit dem Bergwesen und ging anschließend nach Wetzlar, um das Reichskammergericht kennenzulernen. Seine Studien schloss er 1742 mit der Promotion zum Dr. iur. an der Universität Rostock ab.  Danach praktizierte er als Advokat in seiner Heimatstadt Lübeck, wurde dort 1761 in den Rat gewählt und 1777 zum Bürgermeister bestimmt. Der Vater von Johann Friedrich Albrecht August Meyer, Franz Jacob Theodor Meyer, verfasste ein Gedicht auf Lütkens zur Bürgermeisterwahl.

## Epitaph
Sein Epitaph mit Brustbild erinnert in der Lübecker Aegidienkirche beim nördlichen Kirchenportal an ihn; er war 1777/78 Vorsteher dieser Kirchengemeinde. Das Epitaph zeigt weiter sein Familienwappen an einem Sarkophag, Allegorien der Klugheit und drei Putten. Eine lateinische Inschrift rühmt seine Verdienste in der Ausdrucksweise der damaligen Zeit als „außerordentlichen, hochgeschätzten, überaus rechtskundigen Mann“.
Eine Restaurierung erfolgte im Jahr 1985.